# Jerusalem (romanzo 2008)
Jerusalem è un romanzo storico di Andrea Frediani pubblicato nel 2008.

## Trama
Gerusalemme, 70 d.C. Un giovane membro della famiglia di Gesù mette in salvo dalle devastazioni dei romani di Tito le memorie scritte da Giacomo, fratello di Cristo. Oltre mille anni dopo, il manoscritto ricompare a Magonza nelle mani della comunità ebraica, che intende usarlo come prova dell'assoluta innocenza dei giudei nella morte di Gesù. E ora, nel 1099, mentre la città è assediata dai crociati, il prezioso documento è di nuovo a Gerusalemme, dove lo cercano i capi cristiani per impedire che il suo messaggio provochi una scissione all'interno della Chiesa. Otto destini sono intrecciati con le sorti del memoriale di Giacomo: quelli di due sorelle ebree sopravvissute al pogrom crociato in Germania, di una prostituta semipagana e di un monaco cluniacense scampati al disastroso epilogo della crociata di Pietro l'Eremita, di un emiro arabo e di tre reduci della battaglia di Manzikert: un normanno, un bizantino e un turco. Tra inseguimenti e assalti, segreti e confessioni, gli otto personaggi lottano e combattono per la Città Santa, ma anche per riscattare le ombre del proprio passato, proteggere se stessi e coloro che amano dalle terribili privazioni dell'assedio e dalle ambizioni dei capi della spedizione crociata, mantenere dignità e umanità a dispetto dello spietato fanatismo e dell'intolleranza che li circonda.

## Edizioni
- Andrea Frediani, Jerusalem, Newton Compton Editori, 2010,  p. 445, ISBN 978-88-541-1739-6.

- Andrea Frediani, Jerusalem, collana Gli Insuperabili, tascabile, Newton Compton Editori, 2013,  p. 443, ISBN 978-88-541-4640-2.